# Leuctra alpina
Leuctra alpina är en bäcksländeart som beskrevs av Kühtreiber 1934. Leuctra alpina ingår i släktet Leuctra och familjen smalbäcksländor. Inga underarter finns listade i Catalogue of Life.